# Linley Point, New South Wales
Linley Point este o suburbie în Sydney, Australia.